# Удево
У́дево (рос. Удево, ерз. Удево) — селище у складі Зубово-Полянського району Мордовії, Росія. Входить до складу Вишинського сільського поселення.
Населення — 23 особи (2010; 48 у 2002).
Національний склад станом на 2002 рік:
- мордва — 52 %
- росіяни — 48 %